# Эстонский бригадный район ПВО
Эстонский бригадный район ПВО — воинское соединение вооружённых сил СССР во время Великой Отечественной войны.

## История
На 22 июня 1941 года находился в стадии формирования, развёрнут не был. Управление района дислоцировалось в Тарту. В состав района входил 42-й батальон ВНОС (упоминавшийся ранее, ошибочно, 57-й батальон был сформирован 23.06.1941 в г. Кременчуг УССР).
В перечне частей действующей армии во время Великой Отечественной войны зафиксирован с 22 июня 1941 года по 24 ноября 1941 года.

## Подчинение
| Дата       | Фронт (округ)                                    | Армия | Примечания |
| ---------- | ------------------------------------------------ | ----- | ---------- |
| 22.06.1941 | Северо-Западный фронт (Северо-Западная Зона ПВО) | -     | -          |
| 01.07.1941 | Северо-Западный фронт (Северо-Западная Зона ПВО) | -     | -          |
| 10.07.1941 | Северо-Западный фронт (Северо-Западная Зона ПВО) | -     | -          |
| 01.08.1941 | Северо-Западный фронт (Северо-Западная Зона ПВО) | -     | -          |
| 01.09.1941 | Северо-Западный фронт (Северо-Западная Зона ПВО) | -     | -          |
| 01.10.1941 | Северо-Западный фронт (Северо-Западная Зона ПВО) | -     | -          |
| 01.11.1941 | Северо-Западный фронт (Северо-Западная Зона ПВО) | -     | -          |